# 42 (фільм)
«42» — американський спортивний фільм 2013 року про бейсболіста Джекі Робінсона, першого темношкірого спортсмена, який грав у Головній бейсбольній лізі (MLB). У головній ролі Чедвік Боузман.

## Сюжет
1945 року власник бейсбольної команди «Бруклін Доджерс» Бранч Рікі повідомляє спортивному репортеру Венделлу Сміту про свій намір вперше залучити чорношкірого бейсболіста до своєї команди. Вибір падає на Джекі Робінсона з «Канзас-Сіті Монархс». Рікі попереджає його, що він повинен контролювати свою поведінку, незважаючи на труднощі, з якими він зіткнеться, порушуючи расову сегрегацію. Робінсон запевняє, що він витримає, і після успішних виступів у першому сезоні в «Montreal Royals» переходить до «Доджерс» і проходить підготовку як гравець першої бази. Спочатку він піддавався переслідуванням з боку більшості своїх товаришів по команді та гравців з інших клубів MLB, але усе витримав і допоміг «Доджерс» виграти чемпіонат Національної ліги 1947 року.

## У ролях
| Актор               | Роль                 |
| ------------------- | -------------------- |
| Чедвік Боузман      | Джекі Робінсон       |
| Гаррісон Форд       | Бранч Рікі           |
| Ніколь Бехарі       | Речел Робінсон       |
| Крістофер Мелоні    | Лео Дюрошер          |
| Раян Мерріман       | Діксі Вокер          |
| Лукас Блек          | Пі Ві Різ            |
| Андре Голланд       | Вендел Сміт          |
| Алан Тьюдік         | Бен Чепмен           |
| Геміш Лінклатер     | Ральф Бранка         |
| Теодор Реймонд Найт | Гарольд Паррот       |
| Джон Макгінлі       | Ред Барбер           |
| Пітер Юрасік        | Адміністратор готелю |
| Колман Домінго      | Лоусон Боумен        |
| Метт Кларк          | Лютер                |

## Критика
Фільм отримав схвальні відгуки. На Rotten Tomatoes фільм отримав оцінку 81% на основі 195 відгуків від критиків і 85% від більш ніж 100 000 глядачів.